# Auf Wiedersehen (film)
Pour les articles homonymes, voir Auf Wiedersehen.
Pour plus de détails, voir Fiche technique et Distribution.
Auf Wiedersehen (en français, Au revoir) est un film allemand réalisé par Harald Philipp sorti en 1961.
Il s'agit de l'adaptation du roman Enemies are Human de Reinhold Pabel.

## Synopsis
En 1944, à Berlin, trois Germano-Américains, qui sont dans le Reich allemand depuis le début de la Seconde Guerre mondiale, sont enrôlés pour un service militaire spécial. Ferdinand Steinbichler, dont la mère vit à la Nouvelle-Orléans, est venu à Berlin en 1936 pour les Jeux olympiques d'été et y est resté. Paul Blümel avait une entreprise de camionnage au Canada avec son frère, il fut surpris par le début de la guerre alors qu'il voulait amener sa mère sur le continent américain. Le Berlinois Willi Kuhlke a vécu à Los Angeles avec sa femme et son beau-père jusqu'à la veille du début de la guerre. Il est revenu à Berlin pour rendre visite à sa tante à héritage malade. Il n'a jamais vu son fils Pietro qui est né en Amérique. En raison de leur connaissance des habitudes américaines, les trois sont chargés d'exécuter l'« opération Campagnol ». Il s'agit de faire venir un U-Boot sur la côté américaine et faire exploser une usine de Lockheed.
La défense américaine est au courant depuis longtemps des plans d'attaque allemands. Bien que le FBI surveille la côte de très près, Steinbichler, Blümel et Kuhlke peuvent franchir la frontière sans être détectés à Los Angeles. Là, ils cherchent les intermédiaires Konrad Czerny et William Shake, qui ont d'autres instructions. Les trois Allemands, interdits de contacter les membres de leur famille, commencent à douter de leur mission. Peu de temps après avoir entendu parler de la tentative d'assassinat d'Adolf Hitler, les espions se retrouvent chez le beau-père de Kuhlke, Angelo Pirrone, professeur de chant d'origine italienne. Willi voit pour la première fois son fils Pietro et apprend que sa femme Anna est chanteuse pour soutenir les troupes américaines.
Par chance, Steinbichler, Blümel et Kuhlke échappent à nouveau au FBI, qui tire maintenant tous les coups contre les prétendus agents secrets. Ils ont depuis longtemps abandonné leur mission de sabotage et sont en route pour l'Arizona avec le dévoué Angelo Pirrone. Les trois Allemands peuvent avoir accès au camp, dans lequel Anna chante. La police est tellement sur leurs talons qu'ils préfèrent prendre leur retraite en tant que travailleurs saisonniers au ranch de George Dalton et de sa charmante fille Suzy. Le vieux Dalton s'assure enfin que Ferdinand Steinbichler est engagé sous son faux nom dans l'armée américaine. Suzy Dalton prévient Ferdinand juste à temps pour les nombreux pseudonymes distribués par le FBI dans la région. Les trois doivent de nouveau entrer dans la clandestinité.
Les trois Allemands sont de plus en plus conscients qu'ils finiront à la potence s'ils sont arrêtés comme des civils déguisés. Angelo Pirrone, dont la fille est maintenant actrice à Hollywood, a l'idée de sauver. Dans le studio de cinéma, il fait faire des costumes d'un film anti-allemand. Quand les enquêteurs du FBI sont enfin au bout de leurs efforts, ils affrontent Steinbichler, Blümel et Kuhlke dans des uniformes nazis impeccables. Au lieu de la peine de mort redoutée, le FBI les considère comme des prisonniers de guerre.

## Fiche technique
- Titre : Auf Wiedersehen
- Réalisation : Harald Philipp
- Scénario : Harald Philipp, Fred Denger
- Musique : Gert Wilden
- Direction artistique : Otto Erdmann, Oskar Pietsch
- Costumes : Irms Pauli
- Photographie : Friedl Behn-Grund
- Montage : Elisabeth Kleinert-Neumann
- Production : Artur Brauner
- Sociétés de production : Alfa-Film
- Société de distribution : UFA Film Hansa
- Pays d'origine :  Allemagne de l'Ouest
- Langue : allemand
- Format : Noir et blanc - 1,85:1 - Mono - 35 mm
- Genre : Comédie et espionnage
- Durée : 98 minutes
- Dates de sortie :
  - Allemagne de l'Ouest : 22 décembre 1961.
  - France : 20 décembre 1963[1].

## Distribution
- Joachim Fuchsberger : Ferdinand Steinbichler
- Günter Pfitzmann (de) : Willi Kuhlke
- Werner Peters : Paul Blümel
- Gert Fröbe : Angelo Pirrone
- Elke Sommer : Suzy Dalton
- Margot Eskens : Anna Kuhlke
- Heinz Weiss : Steve O'Hara
- Kurd Pieritz : Gus Wheeler
- Fritz Tillmann : George Dalton
- Stanislav Ledinek : Konrad Czerny
- Hans W. Hamacher (de) : William Shake
- Peter Capell : Louis Holloway
- Heinrich Gies (de) : Don Howley
- Louis Armstrong : Louis Armstrong
- Kurt Pratsch-Kaufmann : Mario Malfi